# Rhesala moestalis
Rhesala moestalis là một loài bướm đêm trong họ Noctuidae.